# Kâtip Çelebi
Mustafa bin Abdullah, zis Kâtip Çelebi, (1609/1017 Istanbul - 1657/1067 Istanbul) a fost un învățat și un enciclopedist otoman. Este cunoscut în Occident mai ales sub numele de Haji Khalifa, iar în istoriografia românească drept Hagi Kalfa
Despre Kâtip Çelebi profesorul Halil İnalcık spune că a fost „unul dintre cei mai mari savanți și enciclopediști otomani.“ Franz Babinger îl socotește „cel mai mare polihistor al otomanilor“. Calificativul acesta de polihistor, de geniu universal, a fost reținut și de Aurel Decei.

## Biografie
„Mustafa bin Abdullah” nu înseamnă altceva decât că Mustafa este fiul lui Abdullah. Tatăl lui Mustafa era funcționar în birocrația militară otomană. De la 14 ani și tânărul Mustafa a început să slujească în armată. Era kâtip. A participat la campanii militare, inclusiv pe teritoriul actual al Irakului.
În timp ce armata otomană petrecea iarna lui 1633-34 la Alep, oraș aflat acum în Siria, Mustafa a fost în pelerinaj la Mecca. În limba turcă otomană un musulman care a întreprins călătoria la Mecca este denumit hagi (sau haji, în transliterarea englezească).
Întors la Istanbul, Mustafa bin Abdullah s-a decis, în 1635, să se consacre studiilor științifice. A renunțat și la postul său de funcționar, dar trei ani mai târziu s-a hotărât să ocupe din nou un post funcționăresc, cel de khalifa. De aici înainte Mustafa bin Abdullah și-a zis Haji Khalifa. Numele sub care este însă îndeobște cunoscut în Turcia este cel de Kâtip Çelebi.
În urma unui accident, Kâtip Çelebi a murit în anul 1657, fără să fi împlinit cincizeci de ani, tot în orașul în care s-a născut, Istanbul.

## Scrieri
Cea mai cunoscută lucrare a lui Kâtip Çelebi este Keşf-el-Zunun, o amplă bibliografie, scrisă în limba arabă, a cărților din lumea islamică (în jur de 14500 de descrieri ale acestor scrieri, aranjate în ordine alfabetică). Kâtip Çelebi a muncit douăzeci de ani la această carte monumentală. Primul volum l-a terminat în 1653.
Keşf-el-Zunun a fost tradusă, în 1698-1705, în limba franceză. Cartea lui Kâtip Çelebi a constituit o sursă de cunoaștere a scrierilor orientale pentru autori precum Barthélemy d'Herbelot de Molainville sau Joseph von Hammer-Purgstall.
La rândul său, Kâtip Çelebi a fost interesat de ceea ce se publica în Occident. Era la curent cu geografia apuseană. Kâtip Çelebi a încercat să dovedească faptul că ideea Pământului rotund nu este în contradicție cu credința islamică.
Cihannüma (începută în 1648, redactată în două versiuni și rămasă neterminată) este o scriere influențată de autori occidentali precum Mercator, Ortelius și Cluverius. Este o descriere geografică a lumii.
Takvim-al-Tevarih (alcătuită în 1648) este o cronologie istorică.
Fezleke-al-Tevarih este o cronică mai amplă, care acoperă însă și perioada 1592(anul 1000 în cronologia islamică)-1654/1065. În afară de aceasta, Kâtip Çelebi a mai scris și despre istoria puterii navale otomane.
Kâtip Çelebi a tratat în scrieri ale sale și chestiuni legate de credința religioasă. El a combătut fanatismul. Halil İnalcık scrie că, în viziunea lui Kâtip Çelebi: „Islâm-ul preferă toleranța în raport cu forța, căci în orice caz folosirea forței este greșită, deoarece aceasta determină rezistență, ce generează la rândul ei neliniște și sciziuni în stat.” Legile, după Kâtip Çelebi, se modifică în timp, se adaptează practicilor oamenilor.
Deși influențat de ideile din știința occidentală a vremii, în cercetările sale Kâtip Çelebi caută însă temeiurile prime în Coran.